# Hutchinsonite
La hutchinsonite è un minerale.

## Abito cristallino
Tabulare.

## Origine e giacitura
In qualche giacimento di metallo o nelle dolomie associata a realgar, orpimento, blenda ed altri solfuri.

## Forma in cui si presenta in natura
In cristalli allungati rosso scuro fino a nero o in aggregati cristallini raggiati.

## Luoghi di ritrovamento
Lengenbach in Binntal (Svizzera), a Wiesloch nel Baden-Württemberg (Germania) e Quiruvilca (Perù).